# Laurentino Ceña Coro
Laurentino Ceña Coro (Colunga, 1955) és un militar espanyol, que ostenta el grau de tinent general i exerceix de director adjunt operatiu (DAO) del cos de la Guàrdia Civil des de l'agost de 2018 fins al 26 de maig de 2020

## Trajectòria
Nascut l'any 1955 a la localitat asturiana de Conlunga, es llicencià en Ciències econòmiques per la Universitat de Saragossa. L'any 1972 ingressà a l'Acadèmia General Militar de Saragossa i el seu primer destí, un cop llicenciat, fou l'Acadèmia Regional de la Guàrdia Civil de Sabadell. Després de passar per la ciutat vallesana fou destinat a la Comandància de Lleó, al Servei d'Helicòpters de Madrid i, més endavant, a la Unitat d'Helicòpters d'Osca. Entre 2002 i 2007 estigué al càrrec de Comandància de Tarragona, entre 2007 i 2010 al de la Comandància de Sevilla, i entre 2010 i 2016 Cap de Zona d'Andalucia. L'any 2016 fou nomenat pel Comandament d'Operacions, assolint al desembre el grau de tinent general, i fins 2018 cap del Comandament d'Operacions Territorials.
El 7 d'agost de 2018 el Consell de Ministres del Govern espanyol, i a petició del ministre de l'Interior Fernando Grande-Marlaska, el designà com a nou director adjunt operatiu (DAO) de l'institut armat. D'aquesta forma es restaurà un càrrec que, un any abans, havia estat suprimit pel ministre de l'Interior d'aleshores, Juan Ignacio Zoido. Concretament, la recuperació del càrrec sorgí d'un reial decret llei de reestructuració policial, aprovat dues setmanes abans. A l'octubre i novembre de 2019 formà part del Centre de Coordinació Operativa (CECOR), creat a la seu de la Conselleria d'Interior de la Generalitat de Catalunya, per a donar una resposta de seguretat ciutadana a les protestes contra la sentència del judici al procés independentista català.